# Veronica Smedh
Veronica Smedh, född 8 oktober 1988 på Alnö utanför Sundsvall. Veronica har varit med i det svenska alpinlandslaget 2008-2012. Hon har en 13:e plats i storslalom som bästa resultat från världscupen. Hon tävlade för Sundsvalls SLK.
2013 ställde hon upp i andra upplagan av Hela Sverige bakar. Hon slogs där ut i omgången innan finalen. Idag driver hon Virriga Bakverk på Alnö. 

### Fotnoter
1. ↑  Anna-Karin Pernevill (7 november 2013). ”Veronica Smedh har bakat klart i TV” (på svenska). Östersundsposten. Arkiverad från originalet den 6 mars 2019. https://web.archive.org/web/20190306043347/https://www.op.se/artikel/kultur/veronica-smedh-har-bakat-klart-i-tv. Läst 4 mars 2019.